# Tupilaq

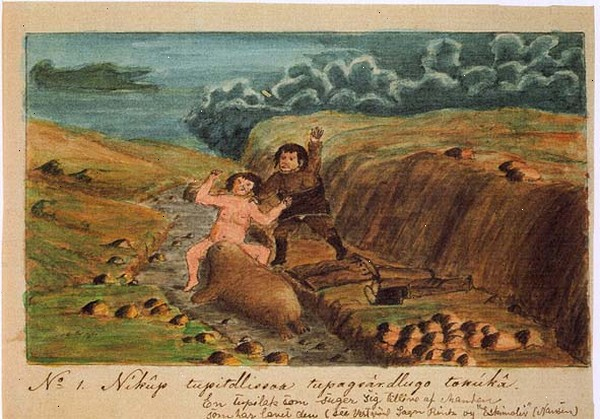
En scen från den inuitiska mytologin.

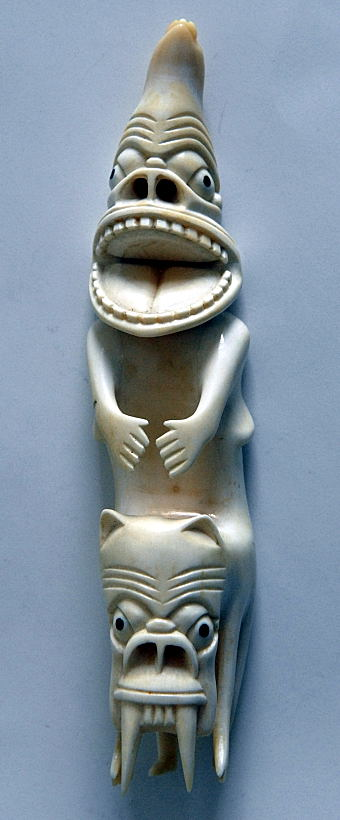

En tupilaq eller tupilak (ᑐᐱᓚᒃ), är enligt den inuitiska mytologin en figur med magiska krafter, som användes för att döda, skada eller bringa sjukdom till en motståndare eller fiende.

## Användning
Den som skulle använda tupilaqen samlade olika material och drog sig undan för att tillverka figuren. Han satt ofta ute i naturen på en hemlig plats och band ihop materialen. Där sjöng han trollvisor och lät figuren få kraft från sitt könsorgan innan den var klar för användning. Tillverkningen av tupilaqen kunde ta flera dagar. Därefter sjösattes den för att finna och ödelägga en fiende. Materialen kunde komma från djur, fåglar och till och med barnalik och kunde bestå av skinn, ben, hår, tänder och liknande.
Användandet av tupilaqen var inte helt utan risk för användaren. En avsänd tupilaq kunde anlända till någon som hade större magiska krafter än avsändaren, vilket medförde att mottagaren kunde sända tillbaka den för att döda den som tillverkade figuren. Tillverkaren kunde dock undkomma straff genom att officiellt framträda och bekänna sitt dåd.
Det finns inga ursprungliga tupilaqer bevarade, eftersom materialen som de tillverkades av bryts ner av naturen genom tiden. De första européerna som kom till Grönland blev fascinerade av de inföddas berättelser om dessa figurer, och inuiterna började därför tillverka dessa av ben från kaskeloter.

## Idag
Idag tillverkas tupilaqer i många utföranden och storlekar, och olika material såsom horn, trä, ben och narvalständer. De utgör en viktig del av det grönländska kulturarvet och konst. 